# Aurelio Roncaglia
Aurelio Roncaglia (n. 8 mai 1917, Modena, Italia – d. 28 iunie 2001, Roma) a fost un filolog și critic literar italian, membru de onoare al Academiei Române (din 1992).
A studiat la Școala Normală Superioară din Pisa și a luat licența în Litere și Filologie romanică.
A fost un eminent romanist, predând filologia romanică la universitățile din Trieste, Pavia și Roma. A fost director al revistelor “Cultura neolatina” și “Studi romanzi”.
A fost membru al "L’Accademia Nazionale dei Lincei", fondată în 1603, cea mai veche academie științifică din lume și cea mai înaltă instituție culturală din Italia. Aici a avut contribuții fundamentale în domeniul literaturii latine medii, ale metodicii filologiei și ale italienisticii, domeniu în care a realizat în 1941 ediția critică a lucrării "Teseida", scrisă în anii 1339-1340 de Giovanni Boccaccio.
În domeniul originilor literaturii italiene și franceze și-a adus importante contribuții prin lucrări ca:
- Le più belle pagine delle letterature d’oc e d’oïl (1961),
- La lingua dei trovatori (1965),
- La lingua d’oïl (1971),
- Principi e applicazioni di critica testuale (1975),
- Introduzione alla filologia romanza (1977).